# Alfréd Hajós
Alfréd Hajós (Boedapest, 1 februari 1875 – aldaar, 12 november 1955) was een Joods-Hongaarse zwemmer, atleet, voetballer en architect.

## Loopbaan
Hajós was een meer dan uitstekend zwemmer, die op de Olympische Spelen van Athene in 1896 de eerste olympische kampioen werd op zowel de 100 meter vrije slag (tijd 1.22,2) als de, toen nog gangbare, 1200 meter vrije slag (18.22,2).
Hajós was een veelzijdig atleet: in 1898 won hij in eigen land de nationale titel op de 100 m hardlopen, 400 m horden en het discuswerpen. Hij speelde bovendien als aanvaller in de nationale voetbalploeg van Hongarije in de jaren 1901, 1902 en 1903. Hij speelde bij Boedapest Torna Club, waarmee hij in 1901 en 1902 landskampioen werd. Hij was ook actief als voetbalscheidsrechter en in 1906 was hij bondscoach van het Hongaars voetbalelftal.
Hajós, alias Arnold Guttmann, was tevens architect en ontwierp het zwembadencomplex op het Margiteiland in de Donau. Hij ontving in 1924 samen met Dezső Lauber (die als zwemmer in 1908 deelnam) de zilveren medaille voor een architectuurwedstrijd, die gelijktijdig werd gehouden met de Olympische Spelen in Parijs, voor hun plan voor een stadion. Een gouden medaille werd niet uitgereikt.
Zijn eerdere ontwerpen waren art nouveau en eclectisch van stijl, later ontwierp hij vooral modernistisch en was hij geïnspireerd oor Italiaanse stijlen.
Zijn jongere broer Henrik won op de 4 x 250 m vrijestijl goud als zwemmer op de Olympische Zomerspelen in 1906.

## Palmares als sporter
- 1896: Olympische Zomerspelen  zwemmen 100 m vrije slag - 1.22,1
- 1896: Olympische Zomerspelen  zwemmen 1200 m vrije slag - 18.22,2
- 1989: Hongaars kampioen 100 m hardlopen
- 1989: Hongaars kampioen 400 m horden
- 1989: Hongaars kampioen discuswerpen
- 1901: Hongaars landskampioenschap voetbal met Boedapest Torna Club
- 1902: Hongaars landskampioenschap voetbal met Boedapest Torna Club
- 1902: Finalist Challenge Cup met Boedapest Torna Club
- 1926: Olympische kunstwedstrijden  architectuur ontwerp voor een stadion met Dezső Lauber.

## Ontwerpen
- Hotel Aranybika, Debrecen
- Lőcsey school Debrecen

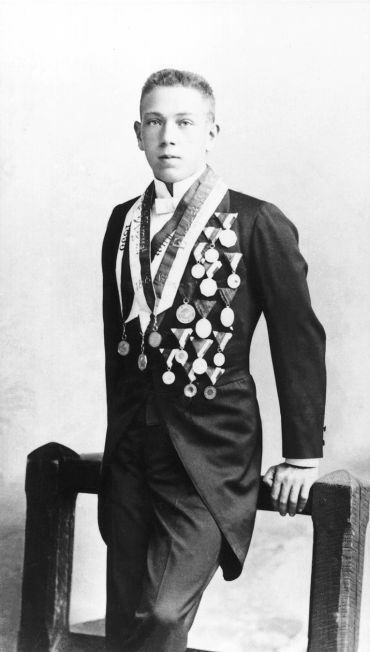
Alfréd Hajós met medailles en onderscheidingen

- Protestantse Kerk, Boedapest centrum
- UTE Stadium, Boedapest (1922)
- Zwembad, Boedapest
- Millenáris Sportpálya, Boedapest XIV
- Sporpark, Miskolc
- Sporpark, Pápa
- Sporpark, Szeged
- Sporpark, Kaposvár
- Meisjesschool, Pozsony
- Népkert Vigadó, Miskolc, Népkert
- Zwembad, Szeged (Ligetfürdő, 1930).